# Bote Wilpstra
Bote Sietse Wilpstra (Grijpskerk, 20 juni 1946 - Zuidlaren, 6 september 2021) was een Nederlands politicus van D66.
Hij is twaalf jaar wetenschappelijk hoofdmedewerker geweest bij de economische faculteit van de Rijksuniversiteit Groningen maar was ook politiek actief. Zo was Wilpstra al Statenlid bij de provincie Groningen voor hij daar in 1982 gedeputeerde werd. In 1987 werd hij waarnemend burgemeester van Eenrum tot die gemeente op 1 januari 1990 opging in de nieuwe gemeente De Marne. In september 1990 volgde zijn benoeming tot de burgemeester van Zuidlaren wat Wilpstra zou blijven tot de grote gemeentelijke herindeling van Drenthe op 1 januari 1998. Daarna is hij nog drie keer waarnemend burgemeester geweest: in Eemnes (1999), Ameland (2000-2001) en Opsterland (2001-2002).